# Интерконтинентални куп 1963. (фудбал)
Интерконтинентални куп 1963. био је двомеч у фудбалу у ком су се састали Милан као шампион Купа европских шампиона 1962–63. и Сантос као освајач Копа Либертадорес 1963. Било је то четврто издање овог такмичења.
Први меч одигран је на стадиону Сан Сиро у Милану, 16. октобра 1963. Милан је победио на домаћем терену резултатом 4:2. Реванш утакмица одиграна је следећег месеца, 14. новембра, на стадиону Маракана у Рио де Жанеиру. Пошто је Сантос победио резултатом 4:2, обе екипе биле су изједначене по броју поена. Због тога је два дана касније одигран плеј-оф, у ком је Сантос победио резултатом 1:0 и тако освојио трофеј.

## Квалификовани тимови
| Тим    | Квалификација                            | Претходна финала прибл. |
| ------ | ---------------------------------------- | ----------------------- |
| Милан  | шампион Купа европских шампиона 1962–63. | без                     |
| Сантос | шампион Копа Либертадорес 1963.          | 1962.                   |

Подебљано означава године победа

## Контроверзе
Након победе Милана од 4:2 на стадиону Сан Сиро, реванш утакмица одиграна је на Маракани у Рио де Жанеиру. Меч је обележило више контроверзи у вези са суђењем Хуана Броција. Милан је водио 2:0 на полувремену. Међутим, понашање играча Сантоса се у другом полувремену знатно променило: постали су агресивни према противницима, а судија није кажњавао њихову грубу игру. Италијани су се жалили да нису могли ни да пређу центру. Ђани Ривера, играч Милана, је након меча прокоментарисао: „Сваки пут кад бисмо дотакли лопту, судија нас је заустављао. Незамисливо. Разуларени навијачи, људи на терену, све се десило.”
Прекршаји играча Сантоса били су веома груби, а голман Ђеци и нападач Ривера су задобили повреде. Сантос је постигао четири гола, од којих три из слободних удараца, и победио у утакмици. Касније су се појавиле гласине да је судију током полувремена потплатила управа Сантоса, док су други указивали на занимљиву чињеницу из његовог живота: Хуан Броци је иначе био туристички агент, често у контакту са бразилским клубовима приликом њихових путовања у Аргентину.
Пошто су обе екипе забележиле по једну победу, морао је да се одигра плеј-оф меч. Та утакмица одиграна је два дана касније, поново на Маракани, како су прописивала правила, а Броци је поново био именован за судију. Милан је оспорио ту одлуку, али је федерација игнорисала протесте Италијана и потврдила Броцијев ангажман. Меч је почео у истом духу као што је претходни завршен, Сантос је агресивно нападао. Наставили су са грубом игром, која ни овога пута углавном није била санкционисана. После пола сата игре, Броци је доделио пенал Сантосу због онога што су многи новинари оценили као симулацију Дорвала Родригеса. Капитен Милана Чезаре Малдини добио је црвени картон због протеста. Пенал је извео и реализовао Далмо Гаспар, довевши Сантос у вођство од 1:0. Миланови напади у наставку нису уродили плодом, па је Сантос победио у овом, контроверзном али несумњиво легендарном финалу. Након ових догађаја, Хуана Броција је избацила сопствена федерација, након чега је у Буенос Ајресу отворио луксузну цвећару и расадник.